# Paul Meliande
Paul Meliande (sinh ngày 20 tháng 12 năm 2001) là một cầu thủ bóng đá chuyên nghiệp người Pháp hiện đang chơi ở vị trí tiền vệ cho câu lạc bộ Pau FC.

## Sự nghiệp
Meliande đã ra mắt câu lạc bộ Pau trong trận thua 0–3 trước Valenciennes FC, trận đấu thuộc khuôn khổ Ligue 2 ngày 22 tháng 8 năm 2020.